# Falevai (Vavaʻu)
Falevai ist ein Ort der Inselgruppe Vavaʻu im Norden des pazifischen Königreichs Tonga. Er hat 73 Einwohner (Stand 2021).

## Geographie
Der Ort liegt südwestlich des Hauptortes Neiafu auf der Insel Kapa. Er liegt am Fuß des Mount Teisina eng an das Ufer geschmiegt und gegenüber der Insel Aʻa.

## Klima
Das Klima ist tropisch heiß, wird jedoch von ständig wehenden Winden gemäßigt. Ebenso wie die anderen Orte der Vavaʻu-Gruppe wird Falevai gelegentlich von Zyklonen heimgesucht.

## Name
Der Name bedeutet „Wasserhaus“ und bezieht sich auf die Bauweise der Häuser direkt am Ufer. Weitere Namen sind lafa ʻi tua und kuli fe kai.